# Município de Middlebury (Ohio)
O município de Middlebury (em inglês: Middlebury Township) é um município localizado no condado de Knox no estado estadounidense de Ohio. No ano de 2010 tinha uma população de 1.278 habitantes e uma densidade populacional de 23,6 pessoas por km².

## Geografia
O município de Middlebury encontra-se localizado nas coordenadas 40° 31′ 01″ N, 82° 35′ 20″ O. Segundo a Departamento do Censo dos Estados Unidos, o município tem uma superfície total de 54.14 km², da qual 53.14 km² correspondem a terra firme e (1.85%) 1 km² é água.

## Demografia
Segundo o censo de 2010, tinha 1.278 habitantes residindo no município de Middlebury. A densidade populacional era de 23,6 hab./km². Dos 1.278 habitantes, o município de Middlebury estava composto pelo 98.36% brancos, o 0.55% eram afroamericanos, o 0.08% eram amerindios, o 0.47% eram de outras raças e o 0.55% pertenciam a dois ou mais raças. Do total da população o 0.39% eram hispanos ou latinos de qualquer raça.